# Amargosa Valley (Nevada)
Amargosa Valley es un área no incorporada ubicada en el condado de Nye en el estado estadounidense de Nevada.

## Geografía
Amargosa Valley se encuentra ubicado en las coordenadas 36°38′38″N 116°24′1″O / 36.64389, -116.40028.